# Preston Robert Tisch
Preston Robert Tisch (New York, 29 aprile 1926 – New York, 15 novembre 2005) è stato un imprenditore statunitense.
Al 56º posto degli uomini più ricchi d'America secondo Forbes, con 3,9 miliardi di $, era presidente della Loews Corporation, una delle più importanti holding finanziarie degli Stati Uniti, con interessi che nelle assicurazioni (CNA), nell'energia e nel gas (con il controllo di molti gasdotti nel golfo del Messico e in Texas), nel tabacco (Lorillard), negli orologi (Bulova) e negli Hotel (Lowes Hotel).

## Biografia
Dopo aver frequentato la Bucknell University, nel 1944 entra nell'esercito e dopo averlo servito nella seconda guerra mondiale riprende gli studi, laureandosi all'Università del Michigan nel 1948 in Economia. Nel 1948 sposa Joan Hyman che gli darà tre figli: Steven, Laurie and Jonathan.
Entra quindi nel campo degli hotel, e proprio da quest'attività comincia la fortuna sua e della sua famiglia, infatti sul finire degli anni '40 convince il padre a comprare e sistemare per 175000 $ un vecchio albergo nel New Jersey, da lì in poi è un susseguirsi di successi in campo immobiliare e alberghiero.

### Altre attività
Dopo i successi negli affari Preston Robert Tisch si dedica anche alla filantropia, è uno dei primi a muoversi per aiutare New York ad uscire dalla crisi finanziaria che la colpisce nel 1976, si dedica a trovare i finanziamenti per la costruzione del centro congressi Javits, si impegna ad organizzare le Convention Democratiche a New York nel 1976 e nel 1980, il presidente Repubblicano Ronald Reagan lo mette nel 1986 a capo delle Poste che erano entrate in crisi per via della concorrenza privata.
Raccoglie tra investitori pubblici e privati 175 milioni di dollari per la costruzione di palestre e altre infrastrutture per le scuole, così come fa significative donazioni alla New York University ed alla Duke University.
Nel 1991 si regala per 75 milioni di dollari il 50% della franchigia NFL dei New York Giants, comprandola da Wellington Mara.
| Controllo di autorità | VIAF (EN) 9418153411858341700005 · GND (DE) 1164201204 |